# بوریس مارشاک
بوریس ایلیچ مارشاک (به روسی: Борис Ильич Маршак) (زادهٔ ۹ ژوئیه ۱۹۳۳ - مرگ ۲۸ ژوئیه ۲۰۰۶) باستان‌شناس روس بود.
وی بیش از پنجاه سال از زندگی خود را صرف کندوکاو در ویرانه‌های سغد باستان در پنجکند تاجیکستان کنونی نمود.

## زندگی
مارشاک در لوگا در استان لنینگراد در کشور شوروی زاده‌شد. در دانشگاه مسکو و انستیتوی باستانشناسی لنینگراد به آموختن پرداخت و در ۱۹۸۲ دکترایش را از دانشگاه مسکو گرفت.
وی از ۱۹۵۴ به کار بر روی ویرانه‌های سغد باستان در تاجیکستان پرداخت. در ۱۹۷۸ مارشاک سرپرست اکتشافات شد و تا پیان زندگیش بر این منصب ماند. از ۱۹۷۹ او سرپرست بخش قفقاز و آسیای میانهٔ موزه هرمیتاژ لنینگراد گشت.
با فروپاشی شوروی در ۱۹۹۱ موقعیت شغلی مارشاک به خطر می‌افتاد زیرا دیگر تاجیکستان کشوری مستقل بود و او یک بیگانه شمرده می‌شد و از این گذشته بسیاری از روس‌های در حال گریز از آسیای میانه بودند. با این همه او در تاجیکستان ماند و کار اکتشافی خود را پی گرفت. حتی جنگ داخلی تاجیکستان نیز او را از آن کشور جدا ننمود. او سرانجام در پنجگند درگذشت و به خواست خود در همان ویرانه‌ها نیز به خاک سپرده‌شد.
کتاب "نقاشی سغدی ،حماسه تصویری در هنر خاور زمین" کتابی از وی و همکارانش می باشد که به فارسی ترجمه شده است 

## عضویت‌ها و افتخارات
- جایزهٔ فردوسی
- نشان افتخار روسیه
- ۱۹۸۹، جایزهٔ گیرشمن از آکادمی متون خطی فرانسه
- ۱۹۹۰، عضو مکاتبه‌ای انستیتوی خاور دور و میانهٔ رم
- ۱۹۹۱، عضویت افتخاری جامعه آسیایی پادشاهی بریتانیا و ایرلند
- ۱۹۹۵، عضویت افتخاری انستیتوی باستان‌شناسی آمریکا
- ۱۹۹۹، نشان دوستی تاجیکستان
- ۲۰۰۲، عضو خارجی آکادمی متون خطی فرانسه

## برخی اثرها
- نقرهٔ سغدی، سن پترزبورگ، ۱۹۷۱
- نگارگری سغد، ۱۹۸۱
- ابزار نقره‌ای خاور، لایپزیگ ۱۹۸۶
- گنجینه‌های آبگیر اوبف، سن‌پترزبورگ ۱۹۹۶
- گنجینه‌های خان کبرات، سن‌پترزبورگ ۱۹۹۷
- دیوارنگاره‌های امتداد راه ابریشم، سن‌پترزبورگ ۱۹۹۹
- افسانه‌ها، داستان‌ها و حکایات در هنر سغد، نیویورک ۲۰۰۲
- هنر پنجکند، ۱۹۵۸-۱۹۶۸ در آرت آزیاتیک
- نگاره‌های سغد، ۱۹۸۱
- نگاره‌ای سغدی از ایزد برزگری، ۱۹۸۷ در استودیا ایرانیکا
- نمایه‌ای از شکار در پنجکند، ۱۹۹۰ در بولتن انستیتوی آسیا
- مفاد تاریخی-فرهنگی گاه‌شمار سغدی، ۱۹۹۲
- هنر سغدی، پاریس ۱۹۹۹
- کاسهٔ سیمین سغدی از گالری مستقل هنر، ۱۹۹۹
- باستان‌شناسی سغد، دسامبر ۲۰۰۳